# Rudolf Elmer
Pour les articles homonymes, voir Elmer.
Rudolf Matthias Elmer, né le 1er novembre 1955, est un commissaire aux comptes suisse. Il a travaillé pour la banque Julius Bär depuis les années 1980 jusqu'à son licenciement en décembre 2002. Il est connu pour son rôle de lanceur d'alerte.

## Biographie
Rudolf Erner naît dans une famille de la classe ouvrière. Sa mère, qui est femme de ménage, travaille parfois dans les locaux de la banque Julius Bar, où il sera embauché plus tard à la suite de ses études.
Il grimpe les échelons de la banque jusqu'à en devenir numéro deux ainsi que directeur de sa filiale Julius Baer Bank & Trust Company, ce qu'il est encore au moment de son licenciement en 2002. Il s'empare alors de documents avant de quitter son bureau. Après avoir essayé sans succès de révéler des informations sur des clients fraudeurs en 2005, il est arrêté par la police de Zürich et détenu pendant 30 jours.
De 2006 à 2008, il a travaillé pour la banque sud-africaine Standard Bank sur l'Île Maurice.
En 2008, Elmer transmet à WikiLeaks des documents confidentiels détaillant les activités de Julius Bär dans les îles Caïmans et son rôle dans l'évasion fiscale. Il essaie aussi de contacter le ministre des finances allemand Peer Steinbrück ainsi que la chancelière Angela Merkel. En janvier 2011, la justice suisse le condamne pour violation de la loi sur le secret des affaires. Il est immédiatement arrêté pour avoir de nouveau transmis des données à WikiLeaks.
Il est définitivement acquitté en 2018 car le Tribunal fédéral de Suisse a estimé qu'il n'était pas soumis au secret bancaire lorsqu'il a fait ses révélations.
Le Tribunal supérieur de Zurich a condamné le journaliste Alex Baur en 2018 à la suite d'un procès intenté par Rudolf Elmer pour atteinte à la personnalité. Selon Baur, il ne s'agissait pas d'une procédure pénale, mais plutôt d'une action déclaratoire,. Baur a qualifié Elmer de "simple maître-chanteur" et de "voleur de données".

## Filmographie
- A Leak in Paradise[9], film-documentaire réalisé par le journaliste David Leloup[10].
- Offshore - Elmer et le secret bancaire suisse, Werner Schweizer, 2016, 101 minutes.

- VIAF
- ISNI
- IdRef
- GND